# Sawuinseln
Die Sawuinseln (indonesisch: Kepulauan Savu) sind eine Inselgruppe in der indonesischen Provinz Ost-Nusa Tenggara und gehören zum Regierungsbezirk (Kabupaten) Sawu Raijua. Sie sind Teil der Kleinen Sundainseln.
Sie umfassen die Hauptinsel Sawu (Rai Hawu) und die südwestlich gelegenen kleineren Inseln Raijua (Rai Jua) und Ndana (Raidana, Rai Dana).
Die Inselgruppe liegt im Süden der Sawusee am Übergang zum Indischen Ozean. Im Westen liegt Sumba, im Norden Flores und im Osten Timor und Roti. 
Zu Geschichte und Bevölkerung siehe den Artikel zu Sawu.

## Klima, Flora und Fauna
Die Inseln sind größtenteils mit Grasland und Palmen bedeckt sowie von Sandstränden und Korallenriffen umgeben. Das Klima ist im Großteil des Jahres trocken, da heiße Winde von Australien herüberwehen. 82 % bis 94 % des Regens fallen zwischen November und März zur Zeit des Westmonsuns, von August bis Oktober fällt nahezu kein Regen.

## Vulkanismus
Die Sawuinseln liegen entlang einer tektonischen Subduktionszone, an welcher sich die Indo-Australische Platte nach Norden unter die Eurasische Platte schiebt. Die Inseln liegen auf einem Meeresrücken, der durch vulkanische Aktivität infolge der Plattenbewegungen entstanden ist. Die Vulkane sind aber nicht mehr aktiv. Aufgrund der Subduktion hebt sich Sawu aber immer noch jährlich um einen Millimeter und 1977 kam es 280 km südwestlich von Raijua zu einem großen Erdbeben der Stärke 7,9 auf der Richterskala. Ein Tsunami überschwemmte daraufhin die Ebene bei Seba bis zum Flughafen. Auf den Nachbarinseln Sumba und Sumbawa gab es insgesamt 180 Tote.